# Dou Rong
Dou Rong, imię publiczne: Zhougong, chiń 周公 (ur. 15 p.n.e. – zm. 62 w Luoyangu) – sojusznik cesarza Guangwu (25 - 57) w wojnie domowej oraz protoplasta jednego z najpotężniejszych rodów epoki Późniejszej dynastii Han (23 - 220).

## Życiorys

### Pochodzenie i początki kariery
Dou Rong wywodził swoje pochodzenie od Dou Guangguo, brata cesarzowej Dou z epoki Wcześniejszych Hanów. W drugiej połowie I w. p.n.e. rodzina miała przenieść się w rejon Chang’anu (dzis. Xi’an) i Dou Rong pochodził z Pingling nieopodal dzisiejszego Xianyangu. Zarówno jego dziadek jak i ojciec mieli sprawować wysokie stanowiska, ale ojciec zmarł kiedy jego syn był jeszcze młody i rodzina była stosunkowo biedna. Dou Rong służył w wojsku jako major (司馬, sima) kuszników i w 6 wyróżnił się walcząc z rebelią Zhai Yi. Później miał także brać udział w walkach z Powstaniem Czerwonych Brwi. W nagrodę za swoje zasługi na polu walki oraz uczciwość otrzymał tytuł barona (男, nan) Jianwu, zaś jego młodsza siostra poślubiła Ekscelencję (公, gong) Wang Yi. Zajmował teraz wysokie stanowisko w stolicy, gdzie był znany z lojalności w stosunku do rodziny oraz przykładnego zachowania.
W 23 Dou Rong prowadził kontyngent wojsk, który miał dołączyć do armii Wang Yi i Wang Xuna skierowanej przeciwko rebeliantom na wschodzie. Wang Yi i Wang Xun ponieśli jednak klęskę w bitwie pod Kunyangiem (dzis. powiat Ye w prefekturze Pingdingshan) i siły Wang Manga (9 - 23) wycofały się do Chang’anu. Gdy wojska Gengshi (23 - 25) przekroczyły przełęcze Dou Rong został mianowany generałem (將軍, jiangjun) i stacjonował na wschód od stolicy. Po tym gdy Wang Mang zginął w Chang’anie wraz ze swoimi oddziałami Dou Rong poddał się wpływowemu ministrowi Gengshi Zhao Mengowi. Zhao Meng miał dobrą opinię na jego temat i mianował go pułkownikiem (校尉, xiaowei) oraz zaoferował stanowisko administratora komanderii Julu na wschodzie. Dou Rong czuł, że wschód jest nadal niespokojny, a ponieważ członkowie jego rodziny piastowali urzędy na północnym zachodzie w prowincji Liang poprosił Zhao Menga o stanowisko w tym regionie. Zhao Meng mianował go Komendantem Zależnego Państwa  Zhangye i Dou Rong udał się tam wraz ze swoją rodziną.

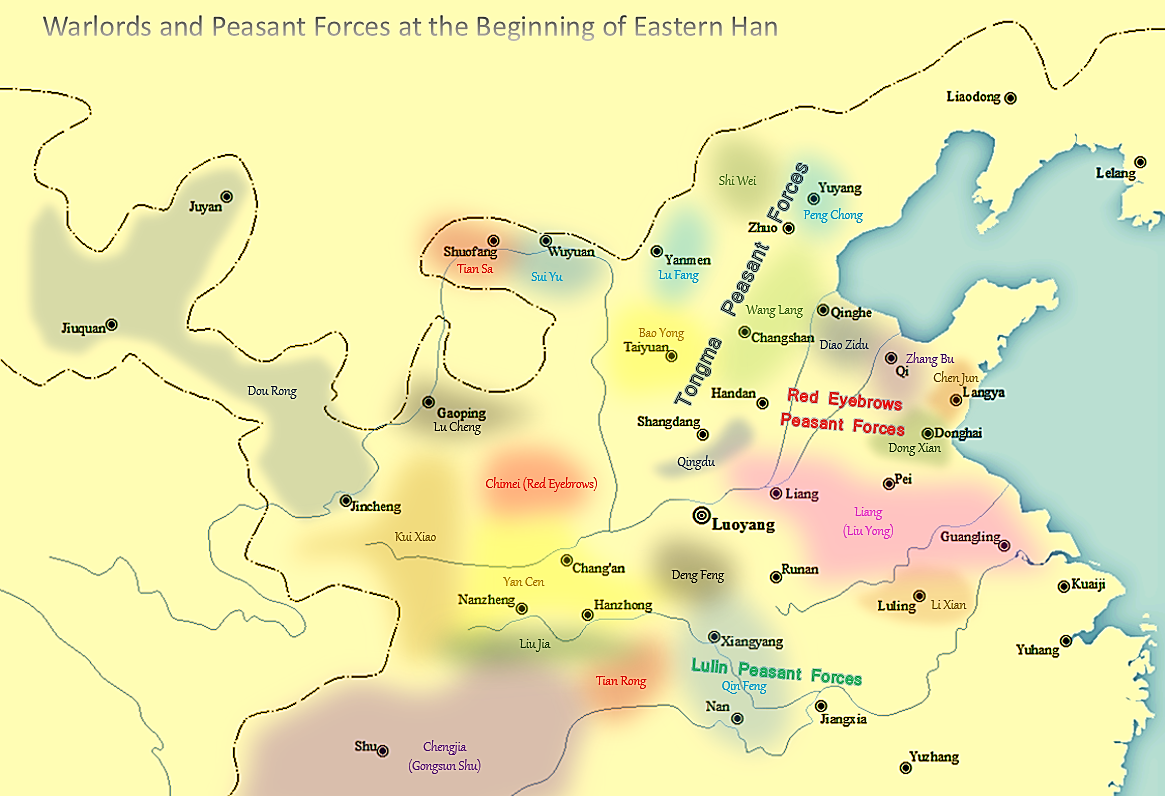
Siły rozmaitych buntowników i chłopskich rebelii na przełomie rządów Gengshi (23 - 25) i Guangwu (25 - 57). Terytoria kontrolowane przez Dou Ronga na północnym zachodzie zaznaczone kolorem szarym

Dou Rong nawiązał znakomite relacje z miejscowymi ludźmi, niechińskimi Qiang, oraz sąsiednimi administratorami i komendantami: Liang Tongiem i Zhu Zengiem z Jiuquan, She Junem z Jinchengu (dzis. Lanzhou), Shi Bao z Zhangye oraz Xin Tongiem z Dunhuangu. Kiedy reżim Gengshi upadł pod naporem Czerwonych Brwi w 25 Dou Rong przekonał Liang Tonga i pozostałych że powinni działać razem i został obwołany pełniącym obowiązki (假, jia) Naczelnego Generała na Zachód od Rzeki (河西大將軍, hexi da jiangjun). Podczas gdy jego koledzy zostali administratorami Dou Rong pozostał w kwaterze swojego zależnego państwa i sprawował władzę hegemona na terenie Korytarza Gansu.

### Walka po stronie Guangwu
W latach 26 - 27 Czerwone Brwi zostały ostatecznie pokonane przez wschodniego sąsiada Dou Ronga, Wei Ao, oraz siły Liu Xiu (cesarz Guangwu (25 - 57), który ustanowił stolicę w Luoyangu i zaczął być najpoważniejszym pretendentem do cesarskiego tronu. Wei Ao formalnie uznał władzę Guangwu i Dou Rong poszedł za jego przykładem, uznając swoją nominalną podległość Wei Ao jako bezpośredniemu zwierzchnikowi. Faktycznie jednak istniała pomiędzy nimi naturalna wrogość. W 27 Wei Ao odmówił zaatakowania Gongsun Shu na polecenie Guangwu i stosunki pomiędzy nimi zaczęły się pogarszać. W 29 Wei Ao wysłał do Dou Ronga posła, który przekonywał go że północny zachód powinien się zjednoczyć i pozostać niezależny, ale chociaż poszczególni przywódcy jego ugrupowania mieli różne opinie w tej kwestii Dou Rong chciał powrócić na wschód i zabezpieczyć przyszłość swojej rodziny pod panowaniem nowej dynastii. Wiosną tego roku wysłał on poselstwo z darami w postaci koni do Guangwu i ten odpowiedział przychylnie, przesyłając dary w postaci złota, potwierdzając generalski urząd Dou Ronga oraz dodatkowo mianując go namiestnikiem (牧, mu) prowincji Liang, pomimo tego że wcześniej ofiarował to stanowisko Wei Ao. Dou Rong przyjął tę nominację i wysłał do Guangwu swojego brata You jako zakładnika, chociaż ten ostatecznie nie dotarł do celu, ponieważ nie mógł się przedostać przez terytorium Wei Ao.
Mniej więcej w tym czasie Dou Rong przyjął wysłanników od króla Suoju (dzis. Shache) Kanga (18 - 33) oraz innych władców Regionów Zachodnich i działając w imieniu Guangwu przyjął ich akty uznania cesarskiej zwierzchności. Wysłał także list do Wei Ao, pouczając go o jego winie w niezaakceptowaniu zwierzchności Hanów oraz zaczął zbierać oddziały do wyprawy przeciwko niemu. Najpierw zaatakował jednak przywódcę Qiangów Fenghe, który jako sojusznik Wei Ao zajął Jincheng. Siły Dou Ronga przepędziły Qiangów i zajęły terytoria aż do linii Huang He, kiedy jednak w 30 Wei Ao odparł atak cesarskich wojsk ze wschodu wycofały się.
Chcąc utrzymać sojusz z Dou Rongiem Guangwu okazywał mu szczególne względy, naprawiając grób jego ojca, składając wielkie ofiary i przesyłając bogate dary. Ze swojej strony Dou Rong zerwał wszelkie relacje z Wei Ao, zabijając jego posła. Gdy latem 32 przyszła pora na kolejną cesarską ofensywę Dou Rong przyprowadził swoją armię oraz sojusznicze oddziały Qiangów i Małych Yuezhi oraz tabor pięciu tysięcy wozów. Spotkał się z cesarzem w Anding (dzis. część Dingxi) i został przyjęty bardzo uroczyście, zaś jego krewni otrzymali dworskie stanowiska. Po upadku Wei Ao w następnym roku otrzymał tytuł markiza (侯, hou) wraz z przychodami z czterech powiatów (縣, xian) w Lujiang, zaś jego koledzy administratorzy oraz brat otrzymali markizaty tytularne.

### Minister czasu pokoju
Po pokonaniu Gongsun Shu w 36 i tym samym ostatecznym zwycięstwie Guangwu w wojnie domowej Dou Rong przybył do stolicy wraz z ogromnym orszakiem i został przyjęty z najwyższymi honorami. W 37 został mianowany namiestnikiem prowincji Ji (w przybliżeniu dzis. Hebei wraz z Pekinem i Tianjinem) oraz Ekscelencją ds. Robót (司空, sikong). Tym samym wraz z dwoma pozostałymi Ekscelencjami zajmował jedno z trzech formalnie najwyższych stanowisk w państwie. W 44 jednak jego kolega, Ekscelencja ds. Mas (司徒, situ) Dai She popełnił pewne wykroczenia (prawdopodobnie niesłuszne cenzorskie oskarżenia) i Dou Rong został zdymisjonowany na zasadzie kolektywnej odpowiedzialności. Niemniej rok później ranga jego markizatu została podniesiona, a w 47 został pełniącym obowiązki Komendanta Gwardii (衛尉, weiwei) oraz Dworskim Architektem (將作大匠, jiangzuo dajiang). Mniej więcej w tym samym czasie jego brat Dou You został mianowany  Pułkownikiem Bram Miasta (城門校尉, chengmen xiaowei), tak że dwaj bracia dowodzili siłami bezpieczeństwa w stolicy. W obliczu tego faktu Dou Rong złożył rezygnację, cesarz jednak odmówił złożenia go z urzędu. Jeszcze w tym samym roku Dou You zmarł i jego stanowisko zajął syn Dou Ronga, Dou Mu. 
Pod koniec panowania Guangwu syn Dou Ronga Mu, jego wnuk Xan oraz bratanek Gu wszyscy wżenili się w ród cesarski, zaś poza stanowiskami piastowanymi przez samego Dou Ronga oraz jego wielkim markizatem ród dzierżył jeszcze jeden markizat i cztery urzędy o randze dwóch tysięcy shi. Dou byli także niesłychanie bogaci - posiadali rezydencje w Luoyangu i tysiące niewolników. 
Syn i następca Guangwu, cesarz Ming (57 - 75), był mniej przychylny Dou niż jego ojciec. W 58 zdymisjonował on Protektora Qiangów (護羌校尉, hu-Qiang xiaowei) Dou Lina, który był kuzynem Dou Ronga. Dou Lin zmarł rok później w więzieniu, do którego wtrącono go pod zarzutem przyjęcia łapówki. Przestraszony Dou Rong złożył rezygnację ze swoich urzędów i pozwolono mu pozostać w swojej rezydencji, gdzie żył w spokoju wymawiając się od jakichkolwiek obowiązków swoim wiekiem i chorobami. Młodsi członkowie rodu nie byli jednak tak powściągliwi i spadła na nich niełaska, gdy w 61 Dou Mu podrobił edykt cesarzowej wdowy Yin Lihua, który miał mu pozwolić na powiększenie rodzinnego markizatu w Lujiangu. Rodzina byłej cesarzowej doniosła jednak o tym cesarzowi i ten wygnał Dou Mu i wszystkich jego krewnych ze stolicy. Jedynie Dou Rongowi pozwolono pozostać w jego rezydencji i zmarł on w Luoyangu rok później, w wieku lat 78, po czym został pochowany z wielkimi honorami.

## Dziedzictwo
Dou Mu i jego syn Xuan zmarli w więzieniu w roku 70, gdy zostali do niego wtrąceni za próbę wręczenia łapówki. Inny syn Dou Mu, Dou Xun, także zmarł w tym samym roku w więzieniu, gdzie wtrącono go pod zarzutem popełnienia przestępstwa. Wtedy również ze stolicy wygnano wdowę po Dou Rongu. Ród Dou powrócił jednak do dawnego znaczenia, gdy w 78 cesarzową cesarza Zhanga (75 - 88) została córka Dou Xuna. W sumie ród Dou dostarczył Późniejszej dynastii Han dwie cesarzowe i dwóch regentów, zaś jego potęga została ostatecznie złamana dopiero w 168, gdy Dou Wu zginął walcząc z eunuchami, po którym to wydarzeniu doszło do rzezi członków klanu.